# Chawki Mostefaï
Chawki Mostefaï est une personnalité politique et historique de la guerre d'indépendance algérienne. Il est né le 5 novembre 1919 à M'Sila (Algérie), et mort le 28 mai 2016 à El Mouradia (Alger).
Il est également réputé pour avoir pensé conçu et créé le premier drapeau algérien,,.

## Biographie
Il entre à l'école primaire de Bordj-Bou-Arreridj où il reçoit un enseignement éducatif littéraire français. Il entre ensuite au collège de Sétif pour poursuivre des études secondaires, où il obtient avec succès son baccalauréat de philosophie en 1938.Il fait des études universitaires de médecine à Alger, interne à Toulouse puis se spécialise en ophtalmologie à Paris.
Entre 1936 et 1937, il est membre de la section des jeunesses socialistes (SFIO) à Sétif. Il est membre de la section des jeunesses socialistes (SFIO) à Sétif en 1936-1937 et lecteur assidu du journal nationaliste de l'Étoile nord-africaine, El Oumma. En juin 1940, la France étant occupée, il participe, au sein d'un groupe d'une dizaine d'étudiants algériens à un projet d'organisation de lutte insurrectionnelle, transformé en adhésion au Parti du peuple algérien sur conseil et proposition de Mohamed Lamine Debaghine.
En octobre 1940, il est admis comme membre à part entière à la direction du PPA en tant que délégué du groupe des étudiants nationalistes. Il crée ensuite la section universitaire du PPA et prend la responsabilité en 1941.Il participe activement avec Lamine Debaghine à la conversion de Ferhat Abbas au nationalisme en octobre 1941, puis en novembre 1942, à la suite du débarquement allié de Sidi-Fredj. En mars-avril 1945, il prépare les modèles d'emblèmes devant faire l'objet d'un choix, par la direction du parti, du drapeau qui sera arboré comme emblème national, à la tête des défilés qui devront célébrer, sur tout le territoire algérien, la victoire imminente des Alliés. Cet emblème deviendra le drapeau national de l'Algérie indépendante.
En mai 1945, il vote l'ordre (le 13 mai) et le contre-ordre (le 18 mai, titré « ordre d'insurrection »), décidé pour déconcentrer les forces françaises durant les massacres de Sétif et Guelma. En octobre 1946, il défend, au comité central, la thèse de la lutte globale, clandestine et légale, insurrectionnelle et électorale, y compris à l'Assemblée nationale française. Il préconise l'action légale à travers une organisation à revendications non séparatistes, le Mouvement pour le triomphe des libertés démocratiques, interface du PPA. Il adresse un mémoire au gouvernement des États-Unis d'Amérique, remis à Mac Ghe, responsable de la conférence de Tanger en 1947 des diplomates américains auprès du monde arabe.
Il est responsable du comité de rédaction et éditorialiste du journal lAlgérie Libre, à Paris de 1949 à 1951. Il est élu délégué à l'Assemblée algérienne de 1948 à 1951 dans la circonscription de Constantine. Il opère la récupération, au plan organique, et la restructuration de la fédération de France du PPA-MTLD entrée en dissidence sur revendication « berbériste » entre 1949 et 1951. Il démissionne du PPA-MTLD lors du Comité central de mai 1951 pour dénoncer la direction de Messali Hadj qui déclare que le « Parti, c'est nous », « l'Algérie, c'est nous ». Il collabore, en 1955, avec Salah Louanchi, responsable du FLN en France, au plan rédactionnel notamment. Il part ensuite en mission à Tunis pour mise au point avec les autorités tunisiennes et le Néo-Destour, de la sécurité de l'acheminement de la délégation extérieure du FLN, en territoire tunisien, devant participer au Congrès de la Soummam.
Entre 1956 et 1958, il remplit les fonctions de commissaire politique auprès de Krim Belkacem, chargé des forces combattantes de l'ALN par le CCE. Il est en même temps rédacteur en chef du journal du FLN Résistance. Au Caire, il participe dans le cadre du département des forces armées au rapport sur le projet de création du Gouvernement provisoire de la République algérienne. Un avis favorable est donné à la désignation de Ferhat Abbad à la tête du GPRA. Il est nommé, en octobre 1958, chef de la mission diplomatique du GPRA auprès de l'État tunisien.
Entre 1960 et 1962, il est le chef de la mission diplomatique du GPRA auprès de l'État marocain secondé par Abdelkader Bousselham. Ils négocient et mettent au point avec M. Belkaï, ministre de l'intérieur du gouvernement marocain, la convention algéro-marocaine, codifiant les conditions de séjour et d'activités des organisations algériennes, l'Armée de libération nationale aux frontières, et l'organisation du FLN à l'intérieur du territoire. La convention est signée par les ministres Belkaï (Maroc) et Ben-Tobbal (Algérie). Il provoque, par son initiative, les pourparlers algéro-marocains du printemps 1961 à Rabat aboutissant, essentiellement, à l'engagement de non-immixtion réciproque de chacun des deux partenaires dans la solution de leur conflit avec les puissances occupantes des régions sahariennes, d'où l'abandon du projet du « Sahara des Riverains » et la reconnaissance par la France du Sahara algérien, partie intégrante de l'Algérie, ouvrant ainsi la porte aux accords d'Évian du 19 mars 1962 qui ont mis fin à la Guerre d'Algérie.
Il est nommé par le GPRA, chef du groupe des délégués FLN à l'exécutif provisoire, choisis et désignés par le GPRA en tant que représentant du FLN, et nommés par décret du gouvernement français (l'Algérie étant encore sous souveraineté française) en vertu de l'accord bilatéral du 19 mars 1962. Il est délégué aux affaires générales, avec pour mission, de coordonner l'activité du groupe FLN, préparer, avec le concours du Haut commissariat français, le referendum d'autodétermination, puis de créer les conditions matérielles de l'élection à l'Assemblée constituante de l'Algérie indépendante. Il a reçu pour mission de négocier avec l'OAS l'arrêt des violences envers les populations algériennes, notamment le projet de dynamitage du réseau d'égouts de la Casbah et de Belcourt, ainsi que l'adhésion aux accords du 19 mai 1962.
Il signe ensuite la lettre de démission collective des cinq membres présent du FLN à l'adresse du Président du GPRA en date du 27 juin 1962. Il démissionne, à titre personnel, de l'exécutif provisoire par lettre adressée au Président de l'exécutif provisoire, décidant ainsi de mettre fin à sa carrière politique et à toute vie publique.

## Mort
Le 29 mai 2016, le site officiel de la radio algérienne annonce son décès. L'inhumation aura lieu cimetière d’Ain Benian.